# Implantação de software
Implantação é a fase do ciclo de vida de um software (programa computacional, documentação e dados), no contexto de um Sistema de Informação, que corresponde textualmente à passagem do software para a produção.
O processo de implantação universal consiste de várias atividades intercaladas como possíveis transições entre elas. Estas atividades podem ocorrer no ambiente de produção e ou no ambiente de desenvolvimento ou em ambos. Pelo fato de cada software ser único, o processo preciso ou procedimentos a serem seguidos são difíceis de definir. Alem disto, a implantação pode ser interpretado como um processo universal que tem de ser customizado de acordo com requerimentos específicos ou características.

## Atividades implantação

### Liberação
A atividade de liberação segue-se ao fim do processo de desenvolvimento. Ela inclui toda as operações para preparar uma versão executável do software e transferi-la para o cliente. Portanto, tem de determinar os recursos requeridos para operá-lo na produção e o conjunto de informações que devem ser coletadas para as posteriores atividades do processo de implantação.

### Instalação
A instalação é a implantação inicial do software no ambiente de produção. Atualmente, esta atividade é melhor suportada por ferramentas de programação. Suas duas sub-atividades são a configuração e transferência. O procedimento padrão é mover o produto do ambiente de desenvolvimento para o ambiente de produção, enquanto são alteradas todas as configurações para tornar o sistema pronto para a utilização do usuário. A maneira de mais rapido entendimento é passando do software pro hardware.

### Ativação
Ativação é a atividade que inicia o componente executável do software. Para sistemas simples, isto envolve a utilização de alguns comandos para a execução. Para sistemas complexos, isto pode envolver os sistemas de suporte estarem prontos para uso.
No desenvolvimento de grandes softwares, o trabalho de copia de software é tipicamente instalado no servidor de produção no ambiente de produção. Outras versões de entregas de software devem ser instaladas nos ambiente de teste e ambiente de recuperação de desastre.

### Desativação

#### Adaptação
A atividade de adaptação é também um processo para modificar um sistema de software que estava previamente instalado. Ele difere de atualização nas quais as adaptações são instaladas por eventos tais como uma mudança no ambiente de produção, enquanto estas atualizações são mais freqüentemente iniciadas por produtos de software remotos.

#### Desinstalação
Desinstalação consiste na remoção de um sistema que não é mais necessário. Ela também envolve algumas re-configurações em outros sistemas de software de forma a remover os arquivos e dependências deste sistema.

#### Retirar
Por fim, um sistema de software é marcado como obsoleto e os processos suportados por ele estão fora de uso. Este é o fim do ciclo de vida do produto de software.